# آی‌سی ۱۵۱۵
آی‌سی ۱۵۱۵ یک کهکشان‌ است.